# Matías Santos
Matías Joaquín Santos Arotegui (n. Montevideo, Uruguay; 11 de marzo de 1994) es un futbolista uruguayo que juega como centrocampista y actualmente milita en Miramar Misiones de la Primera División de Uruguay.

## Selección nacional
El 21 de mayo de 2015 fue incluido en la lista preliminar de 30 jugadores para defender a la selección de Uruguay en los Juegos Panamericanos de Toronto.
El 17 de junio fue confirmado en la lista de 18 jugadores para defender a la Celeste en los Panamericanos que se realizarán en Canadá. Sufrió una lesión muscular el 3 de julio, en su lugar se incorporó Gastón Faber al plantel uruguayo.

## Estadísticas

### Clubes
| Club                      | País          | Año           | Part. | Goles | Asist. | Prom. G-A |
| ------------------------- | ------------- | ------------- | ----- | ----- | ------ | --------- |
| Montevideo Wanderers      | Uruguay       | 2012-2017     | 121   | 22    | 6      | 0.23      |
| Veracruz                  | México        | 2017-2018     | 1     | 0     | 0      | 0         |
| Pasto                     | Colombia      | 2018          | 0     | 0     | 0      | 0         |
| Defensor Sporting         | Uruguay       | 2018-2019     | 13    | 2     | 0      | 0.15      |
| Nueva Chicago             | Argentina     | 2019          | 2     | 0     | 0      | 0         |
| Montevideo City Torque    | Uruguay       | 2020          | 11    | 2     | 0      | 0.18      |
| Universidad de Concepción | Chile         | 2021          | 23    | 4     | 2      | 0.26      |
| Torque                    | Uruguay       | 2022-2023     | 18    | 0     | 0      | 0         |
| Colón                     | Uruguay       | 2023          | 0     | 0     | 0      | 0         |
| Deportes Santa Cruz       | Chile         | 2024-Act.     | 0     | 0     | 0      | 0         |
| Total carrera             | Total carrera | Total carrera | 189   | 30    | 8      | 0.2       |